# Skei (Surnadal)
Skei/Surnadalsøra este o localitate din comuna Surnadal, provincia Møre og Romsdal, Norvegia, cu o suprafață de 2,4 km² și o populație de 2.423 locuitori (2013).